# 索尔克圣马尔通
索尔克圣马尔通（匈牙利語：Szalkszentmárton）是匈牙利南部巴奇-基什孔州所辖的一个村，总面积82.1平方公里，总人口3016，人口密度37人/平方公里（2002年）。地理坐标为46°58′N 19°01′E。